# Leif Eriksson

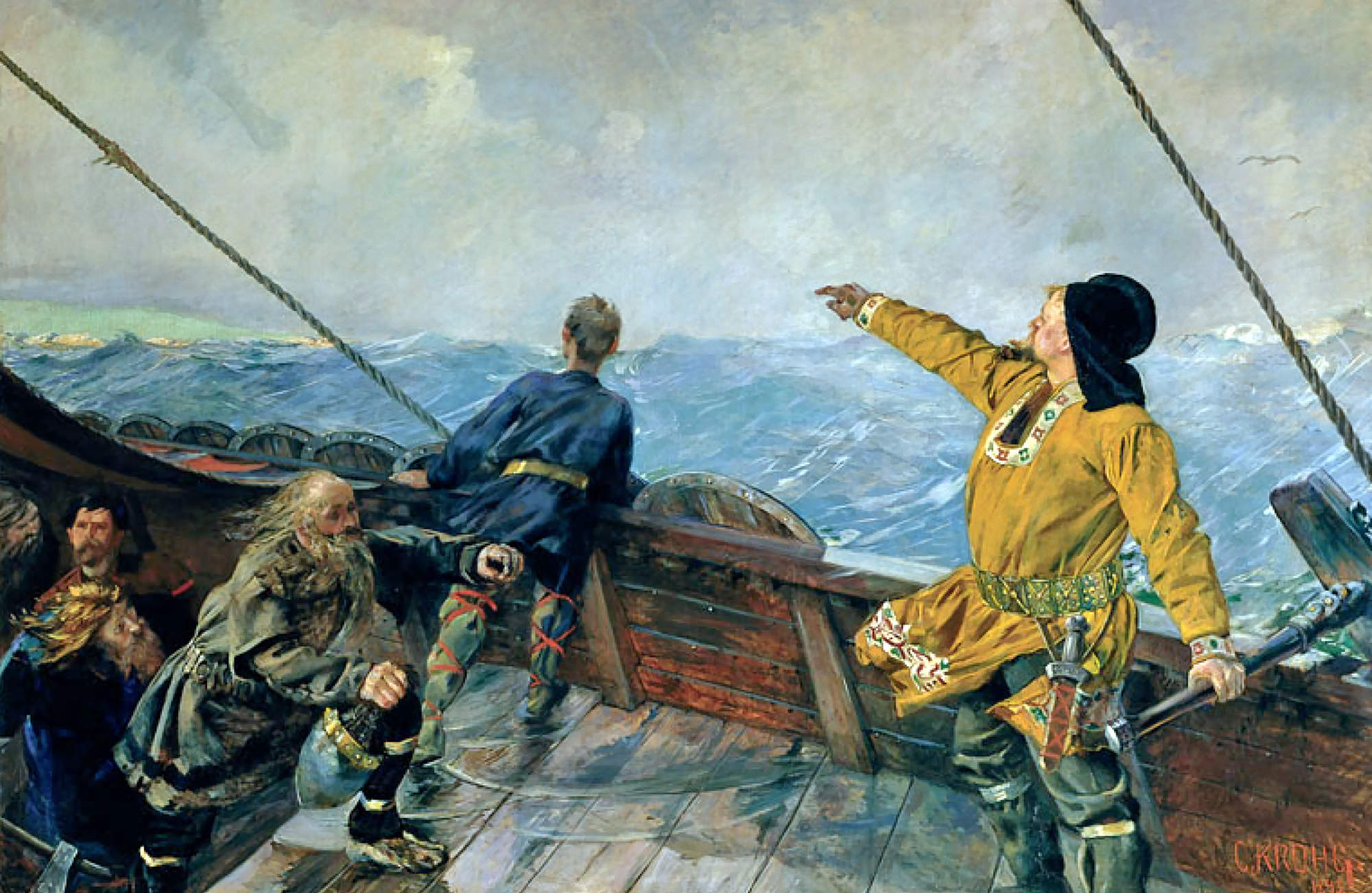
Leif Eriksson dopływa do Winlandii

Leif Eriksson, Leif Szczęśliwy, isl. Leifur Eiríksson, norw. Leiv Eiriksson (ur. ok. 975, zm. ok. 1020) – wiking, syn Eryka Rudego, islandzkiego banity i założyciela normańskich osad na Grenlandii.

## Życiorys
Przeszedł na chrześcijaństwo w Norwegii, w czasie gdy czyniło tak wielu Normanów. Kiedy wrócił do Grenlandii, usłyszał o nieznanym lądzie na zachodzie, odkrytym przez Bjarniego Herjólfssona.
Saga o Grenlandczykach (Grænlendinga saga) mówi, że około roku 1002 Leif wyruszył na zachód szlakiem Bjarniego. Pierwszy ląd, który napotkał, był pokryty kamiennymi płytami (isl. hellur), dlatego nazwał go Helluland (Kraina Kamieni). Była to prawdopodobnie Ziemia Baffina. Następnie dopłynął do lesistego lądu z piaszczystymi plażami, który nazwał Markland (Kraina Lasów) – przypuszczalnie Labrador.
Kiedy żeglarze odkryli kolejną ziemię, Leif wraz z załogą zszedł na ląd i wybudował kilka domów. Miejsce wydawało się odpowiednie do zamieszkania – w rzekach roiło się od łososi, a klimat był łagodny. Odkrywcy pozostali tam przez zimę.
Saga wspomina, że mężczyzna imieniem Tyrkir, Niemiec, znalazł w lesie winogrona, dlatego też Leif nazwał ten kraj Winlandia. W drodze powrotnej Leif uratował normańskich rozbitków, którzy nazwali go Leifem Szczęśliwym.
Kwestią sporną jest lokalizacja Vinlandu. Wielu uważa, że odkryta w latach sześćdziesiątych XX wieku wikińska osada w L’Anse aux Meadows na Nowej Fundlandii była kolonią Leifa, jednak inni są zdania, iż musiała ona znajdować się bardziej na południe, ponieważ winorośli nie spotyka się na północ od Rzeki Świętego Wawrzyńca.
Inna saga – Saga o Eryku Rudym, mówi, że Leif faktycznie odkrył Amerykę, po powrocie z Norwegii do Grenlandii około roku 1000, jednak nie osiedlił się na niej. Mimo wszystko Saga o Grenlandczykach jest uważana za bardziej wiarygodną.

## Kultura współczesna
Nazwę Leifur Eiríksson nosi obecnie terminal na lotnisku w Keflavíku na Islandii. Nazwę Leiv Eiriksson nosi również jedna z norweskich platform wiertniczych.

### Dzień Leifa Erikssona
Corocznie, 9 października obchodzony jest w Stanach Zjednoczonych Dzień Leifa Erikssona.

### Popkultura
Postać wzorowana na Leifie Erikssonie, o tym samym imieniu i nazwisku, występuje w mandze Saga winlandzka.
Leif Eriksson jest głównym bohaterem serialu Netflixa – Vikings: Valhalla (2022), będącym sequelem serialu Vikings (2013) stworzonym przez Michaela Hirsta.